# 黄梦恺
黄梦恺（1997年9月6日—），福建福州人，中国男子击剑运动员。

## 战绩
他曾获得2018年亚洲运动会男子花剑个人金牌以及男子花剑团体铜牌。他也曾参加2014年夏季青年奥林匹克运动会。2021年7月，入选2020年夏季奥林匹克运动会中国代表团。